# Ski Mask the Slump God
Стокли Клевон Гулбурн (англ. Stokeley Clevon Goulbourne; род. 18 апреля 1996, Форт-Лодердейл, Флорида, США), более известный под своим псевдонимом Ski Mask the Slump God (раньше $ki Mask «The Slump God») — американский рэпер из Форт-Лодердейла, Флорида. Известен благодаря близкими отношениями и сотрудничеством с умершими исполнителями XXXTentacion и Juice WRLD, а также своими песнями «Catch Me Outside», «Foot Fungus», «Faucet Failure» и другими. В музыкальном плане Гулбурн вдохновлялся творчеством таких рэперов, как Баста Раймс и Лил Уэйн.

## Биография

### Ранние годы
Ski Mask the Slump God родился 18 апреля 1996 года в большой семье. Он жил с четырьмя братьями и сёстрами. С ранних лет Стокли увлекался тем, что делал отец, писал стихи. Отец желал, чтобы юноша пошел по его стопам, поэтому заставлял его писать стихотворения, рассказы. Мальчик на то время уже увлекался рэпом и начал понемногу писать тексты. У него есть ямайские корни.

### Карьера
Карьера исполнителя началась с того, как Стокли в возрасте 18 лет попал в центр содержания несовершеннолетних по обвинению в хранении марихуаны. Именно там он познакомился с XXXTentacion, который отбывал срок за хранение оружия. Вскоре они сдружились и решили вместе записывать песни, а также помогать друг другу, делясь опытом. Вдвоем они создают группу Very Rare, а после её распада — Members Only. В начале 2015 года Ski Mask The Slump God стал выкладывать свои треки на SoundCloud. Такие треки, как «I Like Bricks» и «Kate Moss» собрали миллионы прослушиваний. В этом же году Гулбурн проводит свой первый концертный тур вместе с XXXTentacion и Desiigner. В 2016 году он подписал контракт с Republic Records и выпустил свой первый сингл, «BabyWipe». В дальнейшем, эта песня была включена в его дебютный микстейп, You Will Regret, выпущенный в 2017. Вслед за этим релизом последовало издание ещё двух синглов «WHOHASIT» и «DoIHaveTheSause». 11 мая 2018 года Стокли выпустил свой второй микстейп «Beware the Book of Eli». В ноябре 2018 у Стокли вышел дебютный студийный альбом Stokeley, две песни с которого попали в чарт Billboard Hot 100: «Nuketown» (при участии Juice WRLD) (#63) и «Foot Fungus» (#81). 25 июня 2021 года был выпущен третий микстейп исполнителя Sin City The Mixtape.

## Музыкальный стиль
Ski Mask the Slump God известен быстрой и энергичной манерой исполнения песен, а также своим карикатурным образом. Гулборн сказал, что на его музыкальное творчество больше всего повлияли Баста Раймс, Мисси Эллиот, Chief Keef и Timbaland.

## Личная жизнь
Гулборн в настоящее время живёт в Атланте, штат Джорджия. У него было заболевание сердца, которое потребовало операции в марте 2018 года.

### Дружба с XXXTentacion и Juice WRLD
Ski Mask the Slump God был близким другом рэпера XXXTentacion. Они познакомились в центре для несовершеннолетних в 2013 году. Гулбурн рассказал в интервью Adam22, что он был удивлён криминальным обвинениями Онфроя. Находясь в тюрьме, Джасей научил Ski Mask the Slump God читать в разных стилях рэпа. После выпуска из-под стражи, рэперы встретились записи музыку. Онфрой и Гулбурн основали коллектив Members Only. В 2017 году Ski Mask the Slump God и XXXTentacion отправились в тур The Revenge с их общим другом Craig Xen. Гастроли были отложенны из-за убийства двоюродного брата XXXTentacion. К концу 2017 года они поругались. На фестивале Rolling Loud Miami в 2018 году Гулбурн и Онфрой помирились. 18 июня 2018 года XXXTentacion был смертельно ранен. Ski Mask the Slump God узнал о стрельбе в своего друга во время прямого эфира в Instagram. Позже он начал новую трансляцию, где со слезами на глазах сообщил своим поклонникам о смерти Онфроя.
В начале 2018 года Гулбурн подружился с набирающим популярность рэпером Juice WRLD. Они записали совместную песню «Nuketown», которая стала одной из самых популярных в дискографии Ski Mask the Slump God. Было объявлено, что рэперы работают над микстейпом под названием Evil Twins, однако проект так и не вышел. В 2019 году, после выпуска второго студийного альбома Juice WRLD Death Race for Love, они вместе с Коулом Беннеттом отправились в одноимённый тур. 8 декабря 2019 года Хиггинс умер от сердечного приступа, вызванного передозировкой опиоидами. Ski Mask the Slump God присутствовал на его похоронах.

### Конфликты и инциденты
Во время концерта в The Fonda Theatre в Лос-Анджелесе 11 апреля 2017 года Гулборна столкнули со сцены, а затем на него напал соратник рэпера Rob Stone. Сообщается, что нападение было спровоцировано продолжающейся враждой между двумя рэперами, начавшейся, когда Гулбурн отказался покинуть сцену во время выступления Робинсона на разогреве. Rob Stone был исключен из оставшейся части тура Desiigner.
Во время концерта 10 августа 2018 года в Остине, штат Техас, Гулборн устроил минуту молчания в память о своём убитом друге XXXTentacion. Один человек из толпы крикнул: «К черту X, этот кусок дерьма избивал женщин!» Гулбурн стал угрожать ему и сказал остальным зрителям «трахнуть его в задницу», что привело к рукопашной схватке. Пока толпа избивала мужчину, Гулборн сыграл одну из самых популярных песен XXXTentacion «Look at Me», прежде чем охрана вывела зачинщика за пределы зала.

## Дискография
Студийные альбомы
- Stokeley (2018)[25]
- 11th Dimension (2024)

## Фильмография
| Год  |     | Русское название               | Оригинальное название      | Роль     |
| ---- | --- | ------------------------------ | -------------------------- | -------- |
| 2018 | ф   | Афтепати                       | The After Party            | Камео    |
| 2021 | док | Juice WRLD: В бездну           | Juice Wrld: Into the Abyss | Сам себя |
| 2022 | док | Посмотри на меня: XXXTentacion | Look at Me                 | Сам себя |